# Șerban Andronescu
Șerban Andronescu (n. secolul al XVIII-lea – d. 22 februarie 1799, București, Țara Românească) a fost stolnic și medelnicer (1769-1793).

## Opera
Autor a unor însemnări cu caracter istoric, încadrate într-o listă a domnitorilor Țării Românești de la 1290 la 18 februarie 1799. Lucrări ulterior continuate de fiul său, Grigore Andronescu, vieți care au fost cercetate de către Ilie Corfus în „Însemnările Androneștilor”, București, 1947.
- „Domniile Țării Rumânești câte au statut din vremea Radului voevod ce se cheama Negrul, carele s-au scoborât din Țara Ungurească și au venit în Țara Românească cu oști și au gonitu pre tătari, care lăcuia între-aceste locuri și au stătutu întâiu domnu Țării Rumânești, în leat de la Hristos, 1290”